# Pygméhonungsvisare
Pygméhonungsvisare (Indicator pumilio) är en fågel i familjen honungsvisare inom ordningen hackspettartade fåglar.

## Utbredning och systematik
Fågeln förekommer i bergstrakter av östra Kongo-Kinshasa, västra Rwanda, västra Burundi och sydväst Uganda. Den behandlas som monotypisk, det vill säga att den inte delas in i några underarter.

## Status
IUCN kategoriserar arten som livskraftig.